# ابيضاض الدم عند الأطفال
ابيضاض الدم في الطفولة هو ابيضاض الدم الذي يصيب الأطفال، وهو نوع من أنواع سرطان الأطفال. يعد ابيضاض الدم لدى الأطفال أكثر أنواع السرطانات شيوعًا في مرحلة الطفولة، إذ يمثل 29% من السرطانات لدى الأطفال الذين تتراوح أعمارهم بين 0-14 (إحصائية عام 2018). هناك العديد من أشكال اللوكيميا التي تصيب الأطفال، وأكثرها شيوعًا هو سرطان الدم الليمفاوي الحاد (ALL) يليه سرطان الدم النخاعي الحاد (AML). تختلف معدلات البقاء على قيد الحياة اعتمادًا على نوع سرطان الدم، ولكنها قد تصل إلى 90% في حالات الإصابة بالسرطان (ALL).
اللوكيميا هو ورم خبيث في الدم. يتطور في نخاع العظام، تحديدًا في الجزء الداخلي الرخو من العظام حيث تتكون خلايا الدم الجديدة. عندما يصاب الطفل بسرطان الدم، ينتج نخاع العظام خلايا الدم البيضاء غير الناضجة بشكل صحيح. تتكاثر الخلايا السليمة الطبيعية فقط عندما يكون هناك مساحة كافية لها. ينظم الجسم إنتاج الخلايا عن طريق إرسال إشارات عن وقت إيقاف الإنتاج. عندما يكون الطفل مصابًا بسرطان الدم، لا تستجيب الخلايا للإشارات التي تخبرهم متى يتوقفوا ومتى ينتجوا الخلايا. يصبح نخاع العظم مزدحمًا، ما يؤدي إلى مشاكل في إنتاج خلايا الدم الأخرى.
تشمل العلامات والأعراض الشائعة لابيضاض الدم لدى الأطفال، التعب المفرط، وسهولة الكدمات أو النزيف، وآلام العظام والشحوب.

## أنواعه
تصنف اللوكيميا عادة على أنها إما حادة تنمو بسرعة، أو مزمنة تنمو ببطء. الغالبية العظمى من حالات ابيضاض الدم لدى الأطفال من النوع الحاد، وسرطان الدم المزمن أكثر شيوعًا عند البالغين منه لدى الأطفال. عادةً ما تتطور اللوكيميا الحادة وتتفاقم بسرعة (على مدار أيام إلى أسابيع). تتطور اللوكيميا المزمنة على مدى فترة زمنية أبطأ (أشهر)، ولكن علاجها أكثر صعوبة من اللوكيميا الحادة. فيما يلي بعض الأنواع الرئيسية من سرطان الدم التي تحدث عند الأطفال.

### الأورام اللمفاوية الحادة
الشكل الأكثر شيوعًا لابيضاض الدم في مرحلة الطفولة هو سرطان الدم اللمفاوي الحاد (أو اللمفاوي)، والذي يشكل 75-80% من تشخيصات اللوكيميا في مرحلة الطفولة. ابيضاض الدم اللمفاوي الحاد (ALL) هو أحد أشكال اللوكيميا التي تصيب الخلايا اللمفاوية، وهي نوع من خلايا الدم البيضاء التي تحارب العدوى. عندما يكون المريض مصابًا بـ ALL، فإن نخاع العظم ينتج عددًا كبيرًا جدًا من خلايا الدم البيضاء غير الناضجة ولا تنضج بشكل صحيح. بالإضافة إلى أن خلايا الدم البيضاء هذه لا تعمل بشكل صحيح لمحاربة العدوى. تفرط خلايا الدم البيضاء في الإنتاج، ما يؤدي إلى ازدحام خلايا الدم الأخرى في نخاع العظام.

### ابيضاض الدم النقوي الحاد
نوع آخر من ابيضاض الدم الحاد هو ابيضاض الدم النقوي الحاد (AML). يمثل AML معظم الحالات المتبقية من سرطان الدم لدى الأطفال، ويشكل نحو 20% من سرطان الدم لدى الأطفال. ابيضاض الدم النقوي الحاد (AML) هو سرطان الدم الذي ينتج فيه عدد كبير جدًا من الأرومات النقوية (خلايا الدم البيضاء غير الناضجة) في نخاع العظم. يستمر النخاع في إنتاج خلايا غير طبيعية تزاحم خلايا الدم الأخرى ولا تعمل بشكل صحيح لمكافحة العدوى.

### ابيضاض الدم النخاعي الحاد
ابيضاض الدم النخاعي الحاد (APL) هو نوع محدد من سرطان الدم النخاعي الحاد. في هذا النوع من اللوكيميا تنتج الخلايا النخاعية وتتراكم في نخاع العظام. عثر على انتقال محدد للكروموسوم (نوع من التغيير الجيني) في مرضى APL. تغير الجينات الموجودة على الكروموسوم 15 أماكن وجود الجينات على الكروموسوم 17. هذا التغيير الجيني يمنع الخلايا البرمية من النضج بشكل صحيح.

### ابيضاض الدم النقوي المزمن
ابيضاض الدم النقوي المزمن (CML) هو ابيضاض دم مزمن يتطور ببطء على مدى شهور إلى سنوات. سرطان الدم النخاعي المزمن نادر عند الأطفال، ولكنه يحدث. يمتلك مرضى سرطان الدم النخاعي المزمن عدد كبير جدًا من خلايا الدم البيضاء غير الناضجة المنتجة وتحتشد الخلايا بخلايا الدم السليمة الأخرى. يحدث انتقال الكروموسوم في مرضى سرطان الدم النخاعي المزمن. ينفصل جزء من الكروموسوم 9 ويلتصق بالكروموسوم 22، ما يسهل تبادل المواد الجينية بين الكروموسومات 9 و22. وتغير إعادة ترتيب الكروموسومات مواقع ووظائف جينات معينة، ما يؤدي إلى نمو الخلايا غير المنضبط.
ابيضاض الدم اللمفاوي المزمن (CLL) هو شكل آخر من أشكال ابيضاض الدم المزمن، ولكنه نادر للغاية عند الأطفال.

### الخلايا النخاعية الشبابية
ابيضاض الدم النخاعي الشبابي (JMML) هو شكل من أشكال ابيضاض الدم تنتج فيه خلايا نخاع العظم بشكل مفرط. يعد أحيانًا ورمًا تكاثريًا نقويًا. إنه نادر الحدوث ويحدث بشكل أكثر شيوعًا عند الأطفال دون سن الرابعة. في JMML، الخلايا النخاعية التي ينتجها نخاع العظام وتغزو الطحال والرئتين والأمعاء.

## العلامات والأعراض
ترتبط معظم الأعراض الأولية لسرطان الدم بمشاكل في وظيفة نخاع العظام. هناك مجموعة متنوعة من الأعراض التي قد يعاني منها الأطفال. تميل الأعراض إلى الظهور بسرعة في ابيضاض الدم الحاد وببطء بمرور الوقت في ابيضاض الدم المزمن. تشمل الأعراض في الأنواع المختلفة لابيضاض الدم في مرحلة الطفولة ما يلي:
- الشعور بالتعب أو الضعف
- الالتهابات المتكررة أو الحمى
- آلام العظام والمفاصل
- رفض المشي، والذي ينتج على الأرجح عن آلام العظام أو الإرهاق
- سهولة النزيف أو الكدمات (بما في ذلك النزف النقطي)
- زيادة شحوب الجلد
- آلام أو امتلاء في البطن، ما قد يؤدي إلى ضيق في التنفس أو فقدان الشهية
- انتفاخ الغدد اللمفاوية تحت الذراعين، في الفخذ والصدر والرقبة.
- تضخم الطحال أو الكبد
- فقدان الوزن
- طفح جلدي

## الأسباب
السبب الدقيق لمعظم حالات ابيضاض الدم لدى الأطفال غير معروف. معظم الأطفال المصابين بسرطان الدم ليس لديهم أي عوامل خطر معروفة.
إحدى الفرضيات هي أن ابيضاض الدم اللمفاوي الحاد في مرحلة الطفولة (ALL) ناتج عن عملية من خطوتين، تبدأ بطفرة جينية قبل الولادة ثم التعرض للعدوى. دعم أو دحض العلاقة بين الإصابة وتطور الكل.
هناك دليل يربط بين استهلاك الأم للكحول وتطور AML عند الأطفال. كما ربط التعرض للمبيدات الحشرية في الأماكن المغلقة بتطور اللوكيميا في مرحلة الطفولة. ربطت المستويات العالية من استهلاك القهوة أثناء الحمل (2-3 أكواب / يوم أو أكثر) بسرطان الدم في مرحلة الطفولة أيضًا.
اقترح أن الحساسية مرتبطة بتطور سرطان الدم لدى الأطفال ولكن هذا غير مدعوم بالأدلة الحالية.

## التشخيص
يشخص ابيضاض الدم عند الأطفال بعدة طرق. تؤكد الإجراءات التشخيصية وجود سرطان الدم، ومدى انتشاره، ونوع اللوكيميا. تتشابه إجراءات التشخيص مع الأنواع المختلفة من اللوكيميا:
- سحب خزعة من نخاع العظم للبحث عن خلايا سرطان الدم وجمعها. في عملية الشفط، تزال عينة سائلة من النخاع. أما في الخزعة فخلايا نخاع العظم أيضًا. عادةً ما ينفذ كلا الإجراءين في نفس الوقت واستخدامهما معًا للمساعدة في التشخيص.
- تجرى اختبارات تسمى التنميط المناعي والتحليل الوراثي الخلوي على الخلايا لتحديد نوع ونوع سرطان الدم.
- تعداد الدم الكامل، وهو قياس حجم وعدد ونضج خلايا الدم المختلفة في الدم.
- قد تشمل اختبارات الدم كيمياء الدم، وتقييم وظائف الكبد والكلى، والدراسات الجينية.
- البزل الشوكي: توضع إبرة خاصة في أسفل الظهر في القناة الشوكية، وهي المنطقة المحيطة بالحبل الشوكي. السائل الدماغي النخاعي هو السائل الذي يغمر دماغ الطفل والحبل الشوكي. ترسل كمية صغيرة من السائل الدماغي النخاعي للاختبار لتحديد ما إذا كانت خلايا سرطان الدم موجودة.[14]